# Вигман, Владимир Яковлевич
Владимир Яковлевич Вигман (латыш. Vladimirs Vigmans; род. 10 мая 1952, Рига, Латвийская ССР) — советский и латвийский спортсмен (русские и международные шашки) и журналист. Международный гроссмейстер (1985), гроссмейстер СССР (1978), 4-кратный призёр чемпионатов мира по шашкам-64 (1985, 1987, 1989 — под эгидой ФМЖД, 1995 — под эгидой МАРШ), 3-кратный чемпион СССР по русским шашкам (1976—1978). Тренер сборной СССР на чемпионатах мира.

## Семья
Яков Петрович Вигман — отец, Полина Дубова — мать, Виталий — брат.
Жена — Галина Вигман (погибла в октябре 1994 года), дочь Диана Вигман, внучки - Полина и Беата Вапне.

## Игровая карьера
В детстве играл в хоккей. В турнире «Золотая шайба» в 1966 году команда, за которую вратарем играл Владимир Вигман, заняла второе место в Латвии.
В 1968 году 16-летний Вигман получил звание мастера спорта СССР. В 1970 году он уже завоевал серебряную медаль чемпионата СССР по русским шашкам, а во второй половине десятилетия трижды подряд (в 1976, 1977 и 1978 годах) становился чемпионом СССР. В 1978 году ему было присвоено звание гроссмейстера. Помимо чемпионатов СССР, Вигман неоднократно становился призёром Кубка СССР по шашкам, а в международных шашках — финалистом чемпионатов СССР, в 1982, 1984 и 1990 годах завершив дистанцию вплотную к подиуму (в первых двух чемпионатах он набрал столько же очков, сколько серебряный и бронзовый медалисты, и остался за чертой призёров лишь по дополнительным показателям).
В 1984 году Вигман защищал честь советской сборной на чемпионате мира по международным шашкам в Дакаре, разделив шестое место с 21 очком в 19 играх (столько же набрал экс-чемпион мира Исер Куперман). В 1985 году, на первом чемпионате мира по бразильским шашкам в Галатине (Италия), он занял второе место, уступив 1,5 очка Александру Кандаурову. Через два года в бразильском Сан-Лоренсу он вновь остался вторым, пропустив вперёд Александра Шварцмана. История повторилась в 1989 году в этом же городе, но на этот раз Вигман показал со Шварцманом одинаковый результат и остался вторым, как указывает Роман Котляр, лишь потому, что при равенстве очков по тогдашним правилам действующий чемпион сохранял свой титул.
После распада СССР Вигман в составе сборной Латвии завоевал бронзовые медали на командной шашечной Олимпиаде 1992 года. В этом же году он стал победителем клубного чемпионата Нидерландов по международным шашкам в составе команды Witte van Moort. В 1995 году он завоевал четвёртую медаль на индивидуальных чемпионатах мира по шашкам-64. В отличие от трёх предыдущих, полученных на чемпионатах по бразильской версии под эгидой ФМЖД, эта бронзовая медаль была завоёвана в чемпионате мира по версии Международной ассоциации русских шашек.
| Результаты на чемпионатах мира по шашкам-64 |
| ------------------------------------------- |

| Год  | Организатор | Место проведения | Результат | Место |
| ---- | ----------- | ---------------- | --------- | ----- |
| 1985 | ФМЖД        | Галатина         | 8/11      | 2     |
| 1987 | ФМЖД        | Сан-Лоренсу      | 12/17     | 2     |
| 1989 | ФМЖД        | Сан-Лоренсу      | 9/13      | 2     |
| 1995 | МАРШ        | Ухта             | 26/38     | 3-4   |

| 1. 2. |

Игровая карьера Вигмана, прерванная в конце XX века, возобновилась десятилетием позже: с 2007 года ветеран латвийских шашек ежегодно принимает участие в традиционном турнире в испанском городе Салоу.

## Тренерская карьера и шашечная литература
Владимир Вигман вместе с гроссмейстером Александром Могилянским был основателем и преподавателем Всесоюзной шашечной школы. Дважды входил в тренерскую бригаду сборной СССР на индивидуальных чемпионатах мира по международным шашкам (1983 и 1986 годов).
В 1986 году в издательстве «Физкультура и спорт» стотысячным тиражом вышла книга Вигмана «Радость творчества». В 1991 году в Риге вышла на английском языке книга Grand Master, Surrender! («Гроссмейстер, сдавайтесь!»), содержавшая 300 позиций из партий шашечных гроссмейстеров, где победа была или могла быть достигнута комбинационным путём. Вигман — автор монографий по теории шашек, учебно-методических пособий Открытого шашечного университета (Рига, Латвия).

## Шашки Вигмана
|   | a               | b               | c               | d               | e               | f               | g               | h               |   |  |
| 8 | a8 чёрная шашка | b8 чёрная шашка | c8 чёрная шашка | d8 чёрная шашка | e8 чёрная шашка | f8 чёрная шашка | g8 чёрная шашка | h8 чёрная шашка | 8 |  |
| 7 | a7 чёрная шашка | b7 чёрная шашка | c7 чёрная шашка | d7 чёрная шашка | e7 чёрная шашка | f7 чёрная шашка | g7 чёрная шашка | h7 чёрная шашка | 7 |  |
| 6 | a6 чёрная шашка | b6 чёрная шашка | c6 чёрная шашка | d6 чёрная шашка | e6 чёрная шашка | f6 чёрная шашка | g6 чёрная шашка | h6 чёрная шашка | 6 |  |
| 5 | a5              | b5              | c5              | d5              | e5              | f5              | g5              | h5              | 5 |  |
| 4 | a4              | b4              | c4              | d4              | e4              | f4              | g4              | h4              | 4 |  |
| 3 | a3 белая шашка  | b3 белая шашка  | c3 белая шашка  | d3 белая шашка  | e3 белая шашка  | f3 белая шашка  | g3 белая шашка  | h3 белая шашка  | 3 |  |
| 2 | a2 белая шашка  | b2 белая шашка  | c2 белая шашка  | d2 белая шашка  | e2 белая шашка  | f2 белая шашка  | g2 белая шашка  | h2 белая шашка  | 2 |  |
| 1 | a1 белая шашка  | b1 белая шашка  | c1 белая шашка  | d1 белая шашка  | e1 белая шашка  | f1 белая шашка  | g1 белая шашка  | h1 белая шашка  | 1 |  |
|   | a               | b               | c               | d               | e               | f               | g               | h               |   |  |

Одна из основных теоретических разработок В. Я. Вигмана, «шашки Вигмана» представляют собой модификацию русских шашек.
Соперники играют одновременно две партии на обычной шашечной доске:
- одна партия играется на традиционных чёрных полях
- вторая партия играется на обычно не задействованных белых полях

В шашках Вигмана действует правило двойного хода: каждый игрок, в свою очередь, выполняет одновременно два хода. Возможные варианты:
- два последовательных хода одной черно- или белопольной шашкой в любых сочетаниях: оба тихие, тихий и ударный, ударный и тихий, оба ударные
- два хода разными шашками на полях одного цвета
- два хода разными шашками на полях разного цвета.

При этом правило двойного хода приоритетно перед правилом обязательного боя, но если первым ходом создаётся нападение, то вторым ходом игрок обязан побить шашку противника.
Поскольку играются одновременно две партии, можно одну из них выиграть, а другую проиграть, и от игрока требуется соблюдение баланса, чтобы не «сдать» одну из партий за счёт достижения значительного перевеса в другой (если свои ходы он будет совершать преимущественно лишь в одной из них).

## Журналистская карьера
Как спортивный журналист начинал работать в журнале «Шашки» (Рига) в 1971 году, дойдя до поста главного редактора. Сотрудничество с журналом продолжалось до 1991 года. В 1984 году журнал «64 — Шахматное обозрение» опубликовал в шашечном разделе «100 и 64» уникальную работу В. Вигмана — автоинтервью, где сам автор выступает в двух ролях — журналиста и гроссмейстера.
Заместитель главного редактора деловой газеты «Бизнес & Балтия» (1997—2001). Один из основателей, заместитель главного редактора ежедневной латвийской газеты «Телеграф» (2001—2008); ушёл из редакции в июле 2009 года вместе с главным редактором Татьяной Фаст. С 2010 года заместитель главного редактора журнала «Открытый город». Соавтор цикла передач «Без свидетелей» на латвийском телевидении, документальных фильмов «Колыбельная для Ельцина» о первой чеченской войне, «Анатомия провокации» о кровавых событиях в Риге в 1991 г. (Студия Юриса Подниекса), расследования «ОМОН особого назначения» и др. За документальное расследование о банковском кризисе в Латвии «О чем молчал Лавент?» Вигман и главный редактор журнала «Телеграф» Татьяна Фаст были в 2005 году награждены национальным призом Цицерона, присуждаемым «практикам публичного повествования за успешное обращение к общественности», в номинации «Журналистика». Автор цикла юмористических рассказов «Евангелие от баламутов».